# Hybanthus durus
Hybanthus durus là một loài thực vật có hoa trong họ Hoa tím. Loài này được (Baker) O.Schwartz mô tả khoa học đầu tiên năm 1939.